# Conayca
Conayca es una localidad peruana, capital del distrito homónimo, ubicada en la provincia de Huancavelica en el departamento de Huancavelica. Se encuentra a una altitud de 3688 m s. n. m. Tenía una población de [¿cuántos?] habitantes en 1993.

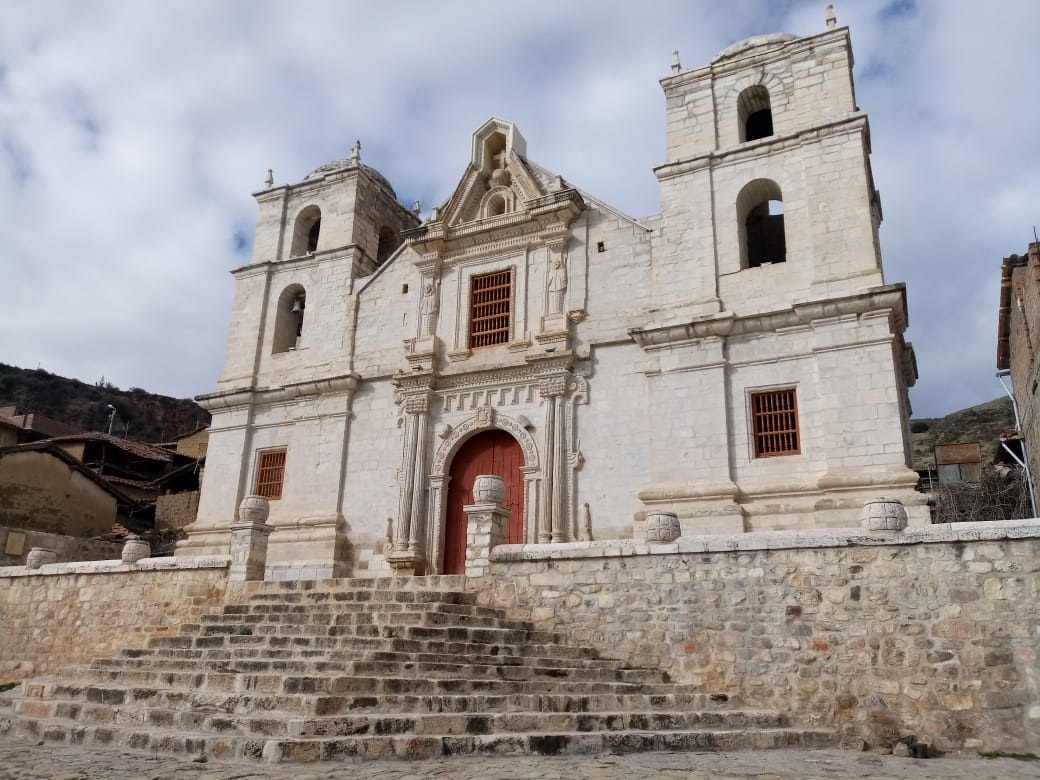
Fachada de la iglesia de la Santísima Trinidad.

## Clima
| Parámetros climáticos promedio de Conayca | Parámetros climáticos promedio de Conayca | Parámetros climáticos promedio de Conayca | Parámetros climáticos promedio de Conayca | Parámetros climáticos promedio de Conayca | Parámetros climáticos promedio de Conayca | Parámetros climáticos promedio de Conayca | Parámetros climáticos promedio de Conayca | Parámetros climáticos promedio de Conayca | Parámetros climáticos promedio de Conayca | Parámetros climáticos promedio de Conayca | Parámetros climáticos promedio de Conayca | Parámetros climáticos promedio de Conayca | Parámetros climáticos promedio de Conayca |
| Mes                                       | Ene.                                      | Feb.                                      | Mar.                                      | Abr.                                      | May.                                      | Jun.                                      | Jul.                                      | Ago.                                      | Sep.                                      | Oct.                                      | Nov.                                      | Dic.                                      | Anual                                     |
| ----------------------------------------- | ----------------------------------------- | ----------------------------------------- | ----------------------------------------- | ----------------------------------------- | ----------------------------------------- | ----------------------------------------- | ----------------------------------------- | ----------------------------------------- | ----------------------------------------- | ----------------------------------------- | ----------------------------------------- | ----------------------------------------- | ----------------------------------------- |
| Temp. media (°C)                          | 9.9                                       | 9.7                                       | 9.7                                       | 9.6                                       | 8.7                                       | 7.6                                       | 7.4                                       | 8.4                                       | 9.3                                       | 9.9                                       | 10.1                                      | 9.9                                       | 9.2                                       |
| Temp. mín. media (°C)                     | 4                                         | 4                                         | 3.7                                       | 2.7                                       | 0.8                                       | -1.4                                      | -1.8                                      | -0.5                                      | 1.3                                       | 2.4                                       | 2.5                                       | 3                                         | 1.7                                       |
| Fuente: climate-data.org                  |                                           |                                           |                                           |                                           |                                           |                                           |                                           |                                           |                                           |                                           |                                           |                                           |                                           |